# Darío Osorio
Darío Osorio, né le 24 janvier 2004 à Hijuelas au Chili, est un footballeur international chilien. Il évolue au poste d'ailier gauche au FC Midtjylland.

## Biographie

### Universidad de Chile
Né à Hijuelas au Chili, Darío Osorio est formé par l'Universidad de Chile, qu'il rejoint en 2015 et notamment recommandé par l'un des joueurs de l'équipe première, Rubén Farfán (en).
Osorio joue son premier match en professionnel le 21 février 2022, lors d'une rencontre de championnat face au Deportivo Ñublense. Il entre en jeu à la place de Pablo Aránguiz et son équipe s'incline par trois buts à deux.

### FC Midtjylland
Le 31 août 2023, Darío Osorio rejoint le Danemark afin de s'engager en faveur du FC Midtjylland. Il signe un contrat de cinq ans, soit jusqu'en juin 2028,.
Osorio inscrit son premier but pour Midtjylland le 8 octobre 2023, lors d'une rencontre de championnat face au Randers FC. Il marque cinq minutes après être entré en jeu à la place d'Aral Şimşir et les deux équipes se neutralisent (2-2 score final). Il est de nouveau buteur en championnat le 27 octobre 2023 contre le Lyngby BK. Titulaire, il ouvre le score au bout de dix minutes de jeu et Midtjylland parvient à s'imposer (2-1 score final).

### En sélection
En décembre 2021, Darío Osorio est convoqué pour la première fois avec l'équipe du Chili des moins de 20 ans.
Darío Osorio est retenu pour la première fois avec l'équipe nationale du Chili en juin 2022 par le sélectionneur Eduardo Berizzo. Il honore sa première sélection avec le Chili le 10 juin 2022, face à la Tunisie. Il entre en jeu à la place de Joaquín Montecinos (en) et le match par la victoire des tunisiens par deux buts à zéro,. Ses débuts prometteurs lui valent les louanges de son sélectionneur, qui loue ses qualités de vitesse et de percussion notamment, et qui le voit comme un joueur d'avenir pour la sélection.

## Statistiques

### En sélection nationale
| Saison                | Sélection             | Phases finales        | Phases finales | Phases finales | Phases finales | Éliminatoires CDM | Éliminatoires CDM | Éliminatoires CDM | Matchs amicaux | Matchs amicaux | Matchs amicaux | Total | Total | Total |
| Saison                | Sélection             | Compétition           | M              | B              | Pd             | M                 | B                 | Pd                | M              | B              | Pd             | M     | B     | Pd    |
| --------------------- | --------------------- | --------------------- | -------------- | -------------- | -------------- | ----------------- | ----------------- | ----------------- | -------------- | -------------- | -------------- | ----- | ----- | ----- |
| 2021-2022             | Chili                 | -                     | -              | -              | -              | -                 | -                 | -                 | 2              | 0              | 0              | 2     | 0     | 0     |
| 2022-2023             | Chili                 | -                     | -              | -              | -              | -                 | -                 | -                 | 1              | 0              | 0              | 1     | 0     | 0     |
| 2023-2024             | Chili                 | Copa América 2024     | 3              | 0              | 0              | 3                 | 0                 | 0                 | 2              | 1              | 0              | 8     | 1     | 0     |
| 2024-2025             | Chili                 | -                     | -              | -              | -              | 4                 | 0                 | 0                 | -              | -              | -              | 4     | 0     | 0     |
| Total sur la carrière | Total sur la carrière | Total sur la carrière | 3              | 0              | 0              | 7                 | 0                 | 0                 | 5              | 1              | 0              | 15    | 1     | 0     |